# Ivan Paližna
Ivan Paližna (?- 1391) je bio hrvatski prior, ugarski ban Dalmacije i Hrvatske (od 1385) i potom bosanski ban u Dalmaciji i Hrvatskoj (od 1388). Ranije se smatralo u srpskoj istoriji da je bio jedan od učesnika Kosovske bitke, gde je stigao sa odredom hrvatskih Ivanovca u sklopu vojske srpsko-bosanskog kralja Tvrtka I, danas se smatra da ta pretpostavka nema dovoljno osnova.
Kao istaknuti hrvatski velikaš, Ivan Paližna je 1385. godine postavljen za bana Dalmacije i Hrvatske pod ugarskom vlašću. Usled unutrašnjih sukoba među velikašima, otkazao je pokornost ugarskom kralju Žigmundu, pristavši oko 1388. godine uz srpsko-bosnakog kralja Tvrtka I koji je tokom narednih godina osvojio gotovo čitavu Dalmaciju i veliki deo Hrvatske, nakon čega je ove oblasti uneo u svoj kraljevski naslov, a Ivana Paližinu je postavio za svog bana u Dalmaciji i Hrvatskoj. Kao namesnik kralja Tvrtka u ovim oblastima nastavio je da se bori i protiv ugarskog kralja Žigmunda i pao je u boju u martu 1391. godine.

## Literatura
- Ћирковић, Сима (1964). Историја средњовековне босанске државе. Београд: Српска књижевна задруга.

## Spoljašnje veze
- Krvavi sabor (језик: хрватски)